# Valentina Igošina
Valentina Igošina (rusky Валентина Игошина, v anglickém přepise Valentina Igoshina, nar. 4. listopadu 1978 Brjansk) je ruská klasická klavíristka. Studovala u své matky, poté v Moskvě. Získala ocenění v řadě klavírních soutěží; již jako čtrnáctiletá vyhrála roku 1993 první cenu v Klavírní soutěži Artura Rubinsteina v polské Bydhošti a v roce 1997 jako osmnáctiletá získala první cenu a zvláštní ocenění v Rachmaninovově mezinárodní klavírní soutěži. Žije v Moskvě a Paříži a kromě koncertů se věnuje i klavírní pedagogice. Nahrává u značky Warner Classics International, je známa především jako interpretka Chopina.